# Rhabdophis guangdongensis
Espèce
Rhabdophis guangdongensis est une espèce de serpents de la famille des Natricidae. 

## Répartition
Cette espèce est endémique du Guangdong en République populaire de Chine.

## Étymologie
Son nom d'espèce, composé de guangdong et du suffixe latin -ensis, « qui vit dans, qui habite », lui a été donné en référence au lieu de sa découverte, le Guangdong.

## Publication originale
- Zhu, Wang, Takeuchi & Zhao, 2014 : A new species of the genus Rhabdophis Fitzinger, 1843 (Squamata: Colubridae) from Guangdong Province, southern China. Zootaxa, no 3765 (5), p. 469–480.